# Metteniusa cundinamarcensis
Metteniusa cundinamarcensis — вид растений рода Меттениуса (лат. Metteniusa). Эндемик Колумбии.